# سرزمین گمشده (فیلم ۱۳۸۶)
سرزمین گمشده فیلمی ایرانی است که در سال ۱۳۸۶ ساخته شد. این فیلم رویدادهای سیاسی پس از شهریور ۱۳۲۰ و تحولات اجتماعی آن را روایت می‌کند که موجب نفوذ شوروی در ایران و شکل‌گیری نسلی از مهاجرینی گردید که سال‌های زیادی از عمر خود را در اردوگاه‌های سیبری از دست داده‌اند.